# Тутовичі (зупинний пункт)
Туто́вичі — пасажирська зупинна залізнична платформа Рівненської дирекції Львівської залізниці.
Розташована між селом Довге та селищем Чемерне Сарненського району Рівненської області на лінії Сарни — Ковель між станціями Антонівка (11,5 км) та Сарни (13 км).
Станом на 2025 рік, щодня одна пара приміського поїзда прямує за напрямком Ковель-Пасажирський — Сарни.